# Powiat radziechowski (Galicja)
Powiat radziechowski – dawny powiat kraju koronnego Królestwo Galicji i Lodomerii, istniejący w latach 1912–1918. Siedzibą starostwa był Radziechów.
Powiat strzyżowski utworzono 1 stycznia 1912 przez wyłączenie z powiatu brodzkiego powiatu sądowego Łopatyn oraz z powiatu kamioneckiego powiatu sądowego Radziechów i przekształcenie ich w nowy powiat polityczny. Powołano go do życia postanowieniem cesarza Franciszka Józefa I z 29 listopada 1911, podanym do wiadomości obwieszczeniem Ministra Spraw Wewnętrznych z 6 grudnia 1911.
Był to ostatni powiat utworzony w Galicji przed rozpadem Austro-Węgier.
Po porzejściu pod administrację polską po I wojnie światowej został przekształcony w powiat radziechowski, od 1920 w województwie tarnopolskim.